# Puttalam (Distrikt)
Koordinaten: 8° 2′ N, 79° 50′ O
Puttalam (singhalesisch පුත්තලම දිස්ත්‍රික්කය puttalama distrikkaya; Tamil புத்தளம் மாவட்டம்  Puttaḷam māvaṭṭam) ist ein Distrikt in der Nordwestprovinz in Sri Lanka. Hauptort ist Puttalam.

## Geografie
Der Distrikt Puttalam liegt an der Westküste Sri Lanka am Golf von Mannar und gehört zur Nordwestprovinz. Nachbardistrikte sind Mannar im Norden, Anuradhapura im Nordosten, Kurunegala im Osten und Südosten sowie Gampaha im Süden. Im Westen wird der Distrikt durch den Golf von Mannar begrenzt.
Der Distrikt Puttalam hat eine Fläche von 3072 Quadratkilometern (davon 2882 Quadratkilometer Land und 190 Quadratkilometer Binnengewässer). Damit ist er der flächenmäßig siebtgrößte Distrikt Sri Lankas.
Im Westen des Distrikts befindet sich die zweitgrößte Lagune Sri Lankas, die 327 km² große Puttalam Lagoon, die durch die 35 km lange Halbinsel Kalpitiya Pensinsula vom Indischen Ozean getrennt wird und durch einen 15 km langen Kanal mit der südlich gelegenen 33 km² großen Mundal Lagoon verbunden ist.
Der Fluss Maha Oya bildet im Süden des Distrikts eine natürliche Grenze zum benachbarten Gampaha District.

## Bevölkerung
Nach der Volkszählung 2012 hat der Distrikt Puttalam 762.396 Einwohner. Mit 265 Einwohnern pro Quadratkilometer liegt die Bevölkerungsdichte deutlich unter dem Durchschnitt Sri Lankas (325 Einwohner pro Quadratkilometer). Von den Bewohnern waren 368.971 (48,40 %) männlichen und 393.425 (51,60 %) weiblichen Geschlechts. Die Bevölkerung ist ausgesprochen jung. Dies verdeutlicht ein Blick auf die Altersverteilung.
| Alter  | 0–9 Jahre | 10–19 Jahre | 20–29 Jahre | 30–39 Jahre | 40–49 Jahre | 50–59 Jahre | 60–79 Jahre | 80 Jahre und mehr |
| Anzahl | 141.040   | 134.650     | 118.774     | 116.832     | 93.637      | 77.861      | 72.330      | 7.272             |
| Anteil | 18,50 %   | 17,66 %     | 15,58 %     | 15,32 %     | 12,28 %     | 10,21 %     | 9,49 %      | 0,95 %            |

### Bevölkerung des Distrikts nach Volksgruppen
Die Singhalesen stellen die Bevölkerungsmehrheit der Einwohnerschaft des Distrikts Puttalam. Doch gibt es große Minderheiten anderer Volksgruppen.

#### Singhalesen
Mehr als 70 % der Bewohner gehören zur Volksgruppe der Singhalesen. Der singhalesische Bevölkerungsanteil bewegt sich zwischen 26,61 % in Puttalam und 99,34 % in Nawagattegama. Der Süden und die östlichen Divisions sind klar singhalesisch besiedelt. In der nördlichen Küstenregion gibt es zahlreiche Angehörige anderer Volksgruppen. In der Division Puttalam sind nur 26,61 % der Bevölkerung Singhalesen. Sie sind dort nur die zweitgrößte Ethnie. Auch die Divisions Kalpitiya (31,29 % Singhalesen), Mundalama (Mundel; 41,39 %) und Vanathavilluwa (56,37 %) sind ethnisch gemischt.

#### Moors
Zweitstärkste Volksgruppe und somit größte Minderheit sind die Moors oder tamilischsprachigen Muslime. Sie bilden die stärkste Bevölkerungsgruppe in den Divisions Kalpitiya (53,67 %) und Puttalam (63,33 %). Auch in den Mundalama (Mundel; 38,07 % Moors), Nattandiya (10,26 %), Pallama (16,16 %) und Vanathavilluwa (35,76 %) sind sie weit überdurchschnittlich vertreten. In fünf der sechzehn Divisions dagegen leben nur vereinzelte Angehörige ihrer Volksgruppe. Ihr Anteil bewegt sich zwischen 0,01 % in Nawagattegama und 63,33 % in Puttalam.

#### Sri-Lankische Tamilen
Die sri-lankischen Tamilen stellen die drittgrößte Volksgruppe. Überdurchschnittlich vertreten sind sie in den Divisions Mundalama (Mundel;19,95 % Sri-lankische Tamilen), Kalpitiya (12,90 %), Chilaw (9,19 %), Puttalam (8,71 %) und Vanathavilluwa (7,37 %). Sie leben in allen sechzehn Divisions. Ihr Anteil bewegt sich zwischen 0,54 % in Karuwalagaswewa und 19,95 % in Mundalama (Mundel).

#### Übrige Volksgruppen
Die indischstämmigen Tamilen, Malaien und Burgher, Sri Lanka Chetties und Bharathas sind kleine Minderheiten. Sie leben verstreut in allen Divisions des Distrikts Puttalam
| Jahr                                                    | Singhalesen1 | Singhalesen1 | Sri-Lanka-Tamilen2 | Sri-Lanka-Tamilen2 | Tamilen2 | Tamilen2 | Moors3  | Moors3  | Burgher | Burgher | Malaien | Malaien | Andere4 | Andere4 | Total   | Total    |
| Jahr                                                    | No.          | %            | No.                | %                  | No.      | %        | No.     | %       | No.     | %       | No.     | %       | No.     | %       | No.     | %        |
| ------------------------------------------------------- | ------------ | ------------ | ------------------ | ------------------ | -------- | -------- | ------- | ------- | ------- | ------- | ------- | ------- | ------- | ------- | ------- | -------- |
| 1981                                                    | 407.067      | 82,65 %      | 32.282             | 6,55 %             | 2.289    | 0,46 %   | 49.000  | 9,95 %  | 440     | 0,09 %  | 954     | 0,19 %  | 501     | 0,10 %  | 492.533 | 100,00 % |
| 2001                                                    | 523.116      | 73,71 %      | 48.072             | 6,77 %             | 2.227    | 0,31 %   | 133.134 | 18,76 % | 735     | 0,10 %  | 1.214   | 0,17 %  | 1.179   | 0,17 %  | 709.677 | 100,00 % |
| 2012                                                    | 560.838      | 73,56 %      | 48.341             | 6,34 %             | 1.953    | 0,26 %   | 147.546 | 19,35 % | 1.152   | 0,15 %  | 631     | 0,08 %  | 1.935   | 0,25 %  | 762.396 | 100,00 % |
| Quelle: Volkszählungen in Sri Lanka 1981, 2001 und 2012 |              |              |                    |                    |          |          |         |         |         |         |         |         |         |         |         |          |

1 Tiefland- und Kandy-Singhalesen zusammen2 Sri-Lanka-Tamilen und indische Tamilen separat 3 nur sri-lankische Moors4 davon 2001 674 Sri Lanka Chetties und 34 Bharathas, 2012 200 Sri Lanka Chetties und 201 Bharathas  

### Bevölkerung des Distrikts nach Bekenntnissen
Die Verteilung der Glaubensbekenntnisse ist großteils ein Spiegelbild der ethnischen Verhältnisse. Dennoch gibt es bei genauerer Betrachtung bedeutende Unterschiede zum Rest des Landes. Zwar ist der Buddhismus wegen der singhalesischen Bevölkerungsmehrheit die stärkste Religionsgruppe. Doch gehören weit mehr als 200.000 Singhalesen und über 20.000 Tamilen zur christlichen Minderheit. Besonders deutlich wird dies in der Division Wennappuwa. Dort sind zwar 99,59 % der Gesamtbevölkerung Singhalesen. Doch sind nur 18,02 % der Einwohnerschaft Buddhisten und 80,63 % Christen. Trotz zahlreicher Rückübertritte – vom Christentum zum Buddhismus – von Singhalesen in den vergangenen zweihundert Jahren ist das Christentum deshalb bis heute zweitstärkste Religion. Der Hinduismus, dem die Mehrheit der sri-lankischen und indischen Tamilen angehört, ist im Distrikt Puttalam nur die viertstärkste Glaubensgemeinschaft. An dritter Stelle steht der Islam, dem die Moors und Malaien angehören.
| Jahr                                                    | Buddhisten | Buddhisten | Hindus | Hindus | Muslime | Muslime | Katholiken | Katholiken | andere Christen | andere Christen | Andere | Andere | Total   | Total    |
| Jahr                                                    | Anzahl     | %          | Anzahl | %      | Anzahl  | %       | Anzahl     | %          | Anzahl          | %               | Anzahl | %      | Anzahl  | %        |
| ------------------------------------------------------- | ---------- | ---------- | ------ | ------ | ------- | ------- | ---------- | ---------- | --------------- | --------------- | ------ | ------ | ------- | -------- |
| 1981                                                    | 236.241    | 47,96 %    | 18.997 | 3,86 % | 50.351  | 10,22 % | 184.555    | 37,47 %    | 2.082           | 0,42 %          | 307    | 0,06 % | 492.533 | 100,00 % |
| 2001                                                    | 308.273    | 43,44 %    | 29.482 | 4,15 % | 134.643 | 18,97 % | 229.966    | 32,40 %    | 6.830           | 0,96 %          | 483    | 0,07 % | 709.677 | 100,00 % |
| 2012                                                    | 329.705    | 43,25 %    | 28.811 | 3,78 % | 150.404 | 19,73 % | 240.221    | 31,51 %    | 12.093          | 1,59 %          | 1.162  | 0,15 % | 762.396 | 100,00 % |
| Quelle: Volkszählungen in Sri Lanka 1981, 2001 und 2012 |            |            |        |        |         |         |            |            |                 |                 |        |        |         |          |

### Bevölkerungsentwicklung
Die Bevölkerung des Distrikts Puttalam wächst seit der Jahrtausendwende für sri-lankische Verhältnisse unterdurchschnittlich. Im Zeitraum von 2001 bis 2012 (den beiden letzten Volkszählungsjahren) betrug der Zuwachs nur 52.719 Menschen. Dies ist ein Wachstum von 7,43 %. Seit der Unabhängigkeit hat die Einwohnerschaft in den Grenzen des neuen Distrikts (Chilaw und Puttalam zusammen) dennoch um 233 % zugenommen.
Der 1958 eingegliederte Distrikt Chilaw ist bei den Zahlen von 1953 bereits eingeschlossen.

### Bedeutende Orte

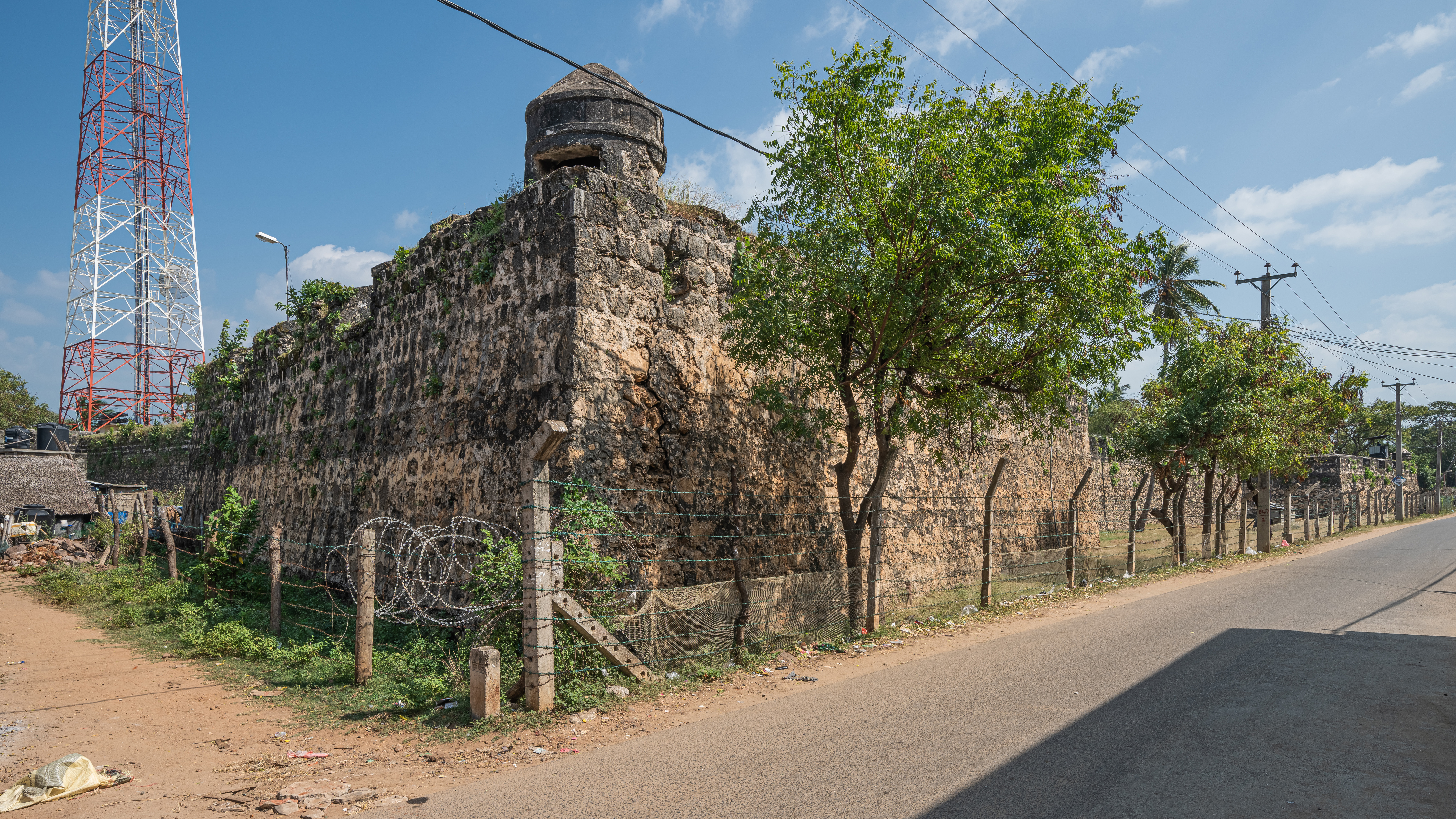
Holländisches Fort in Kalpitiya

Einzige große Orte des Distrikts sind Puttalam (2012: 45.511 Bewohner) und Chilaw (2012: 21.441 Einwohner). Die Kleinstadt Kalpitiya ist wegen ihres gut erhaltenen holländischen Forts (1667–1676), das noch heute militärischen Zwecken dient, und ihrer 1706 eingeweihten holländisch-reformierten Kirche bekannt.

## Wirtschaft

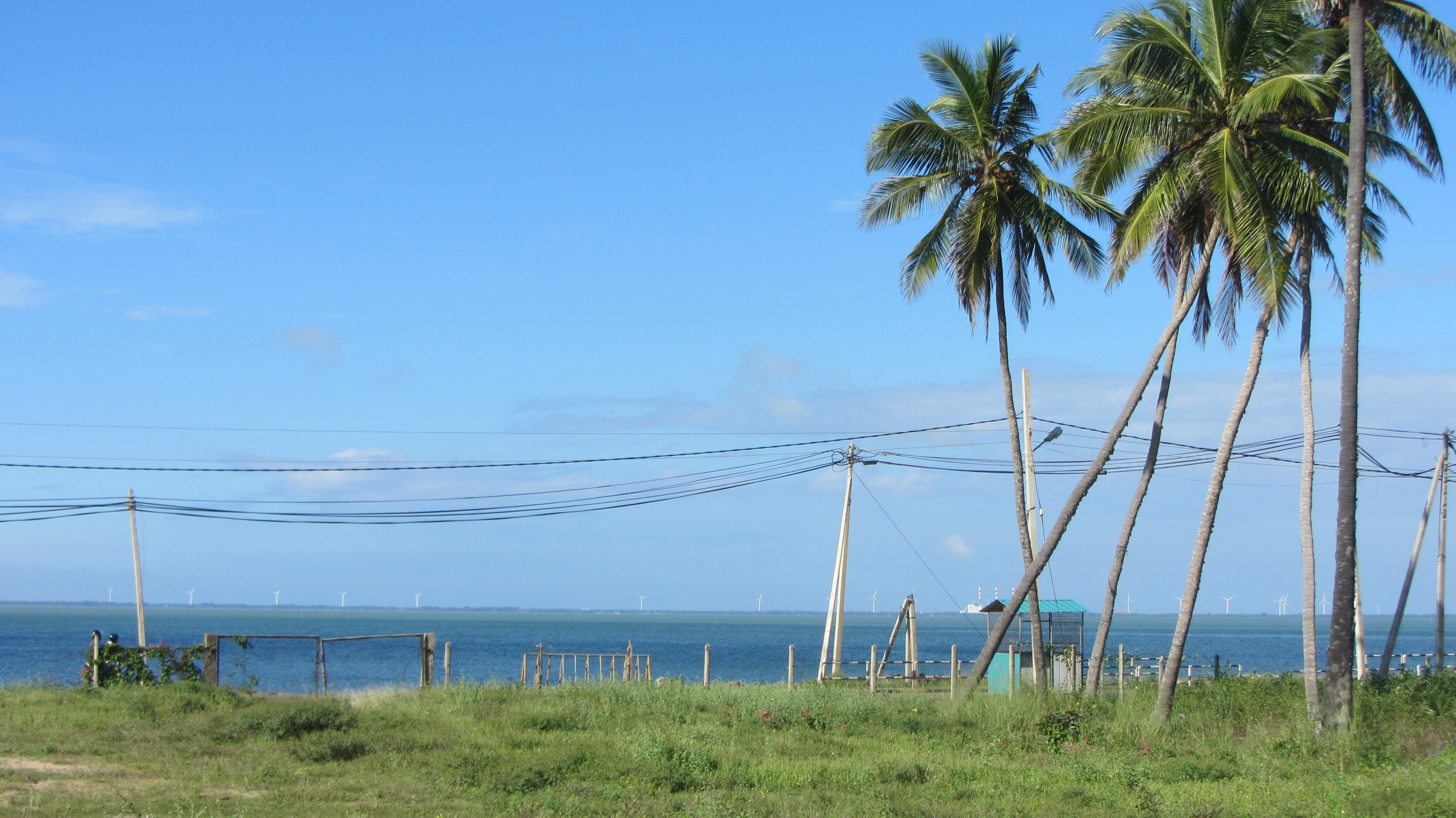
Mampuri Wind Farm

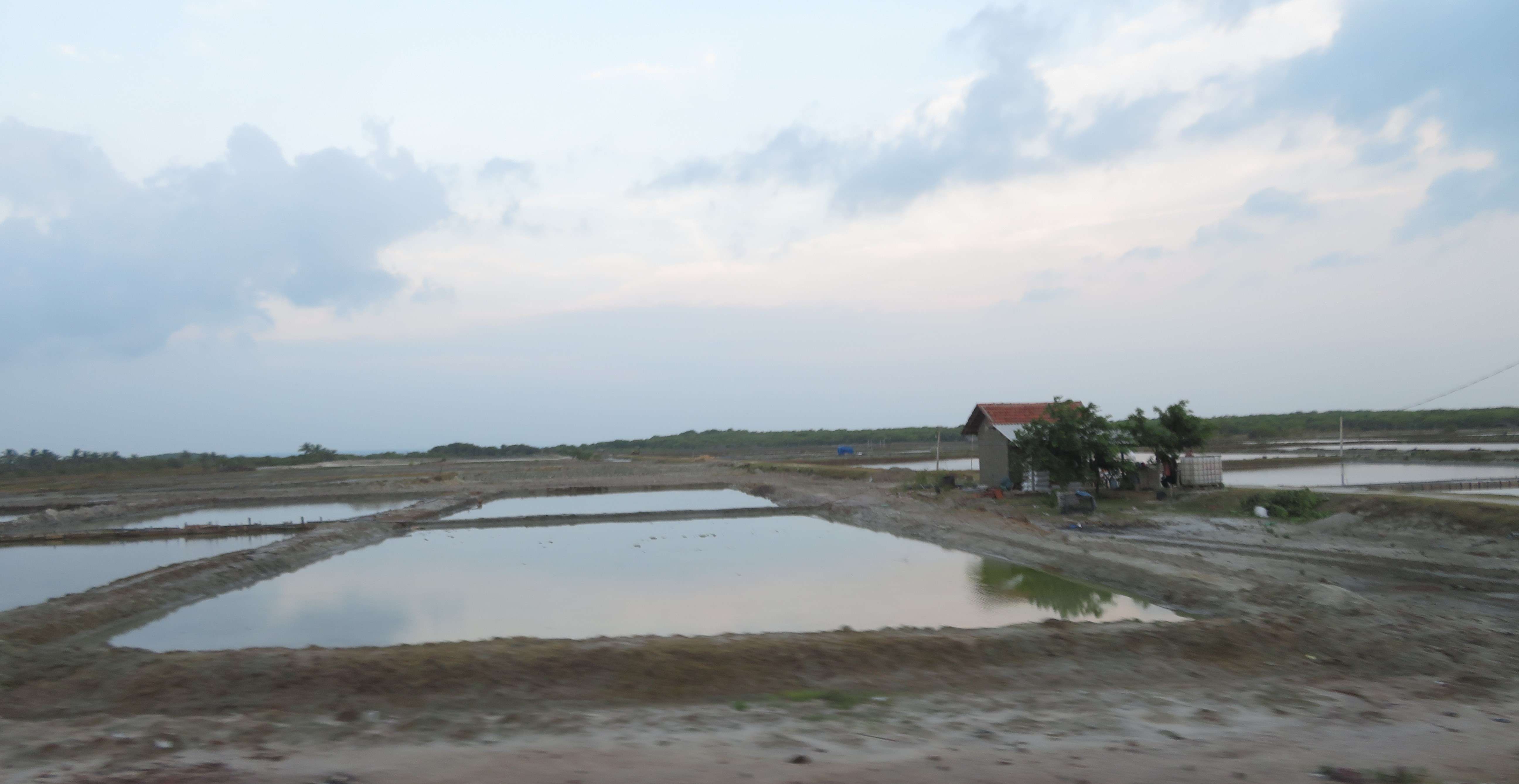
Salzpfannen bei Kalpitiya

Der Stromerzeugung dienen unter anderem die Windkraftanlagen Mampuri Wind Farms und Madurankuliya Wind Farm, beide auf der Halbinsel Kalpitiya Peninsula gelegen. Die Salzgewinnung durch Verdunstung von Meerwasser – der Puttalam District liefert fast ein Viertel des in Sri Lanka gewonnenen Salzes – ist an der Puttalam Lagoon seit Jahrhunderten von Bedeutung, da sich der tonhaltige Boden gut zur Anlage von Salzpfannen eignet. Von wirtschaftlicher Bedeutung ist ebenfalls die Zementfabrik in Aruvakalu, 35 km nördlich von Puttalam, in welcher ergiebige Vorkommen von Kalkstein zur Herstellung von Zement genutzt werden.
Fischfang ist für den Distrikt Puttalam vor allem wegen der Lagunenfischerei von Bedeutung, und der wichtigste Fischereihafen ist Chilaw, das für seinen Fischmarkt bekannt ist. Fischerei spielt für die Wirtschaft Sri Lankas insgesamt allerdings nur eine untergeordnete Rolle, da die Fischgründe um die Insel wenig ergiebig sind.
Neben dem Reisanbau an vielen Orten des Distrikts ist auch der Anbau von Kokospalmen in einem schmalen Küstenstreifen, auf der Halbinsel Kalpitiya sowie im Südosten des Distrikts an der Grenze zum benachbarten Kurunegala Distrikt von Bedeutung, wobei auf manchen Kokosplantagen auch Viehhaltung von Rindern und Schafen betrieben wird.
Im Süden des Distrikts finden sich in der Umgebung von Nattandiya, Madampe und Marawila ergiebige Vorkommen von Quarz, die in der Glasfabrik von Nattandiya zur Herstellung von Fensterglas und anderen Glaswaren für den Inlandsbedarf genutzt werden. Der Ort Waikkal ganz im Süden ist für seine Töpfereien und Keramikherstellung bekannt, hier wird alluvialer Ton aus der Niederung des nahen Flusses Maha Oya verarbeitet.
Bei dem Tsunami von 2004 entstanden im Puttalam Distrikt nur relativ geringe Schäden, vier Menschen kamen ums Leben, 20 Häuser wurden vollständig und 34 teilweise zerstört.

## Tourismus
Die Halbinsel Kalpitiya sowie die Lagune sind ein beliebtes Ziel von Surfern, und einige Anbieter organisieren dort Bootsausflüge zur Beobachtung von Walen und Delfinen. Im Süden des Distrikts findet man einige Küstenorte mit Stränden und touristischer Infrastruktur, z. B. Marawila und Wennappuwa.
Im Osten des Distrikts sind unweit des Dorfes Anamaduwa die Petroglyphen aus der Zeit von König Mahaculi Mahathissa (76–62 v. Chr.) auf dem sagenumwobenen Felsen Tonigala (Thonigala Rock Inscriptions) und der nahegelegene Felsentempel Paramakanda Raja Maha Vihara, der auf Geheiß von König Walagamba (89-77 v. Chr.) gegründet sein soll und Felsinschriften aus dem 1. Jahrhundert in altsinghalesischer Sprache in früher Brahmi-Schrift sowie aus dem  3. bis 4. Jahrhundert aufweist,  von touristischem Interesse. Im Nordosten des Wilpattu Nationalparks liegen die Ruinen des Klosters Malwila Raja Maha Vihara. Die 1843 eingeweihte St. Ann’s Church in Talawila auf der Halbinsel von Kalpitiya, seit 1703 Wallfahrtsort, ist zweimal im Jahr das Ziel vieler Wallfahrer.
Der 1938 gegründete Wilpattu National Park ist nicht nur der älteste, sondern mit einer Fläche von 1 317 km² auch der größte Nationalpark Sri Lankas. Er ist dicht bewaldet und vor allem für seine Leoparden und Bären bekannt, doch ist nur ein Viertel seiner Fläche für die Öffentlichkeit zugänglich. Im Park, der sich in einer Höhe von 0–152 m. ü. d. M. befindet, sind insgesamt 106 Seen, in denen unter anderem die im Bestand bedrohten Sumpfkrokodile vorkommen. Im Westen des Parks ragt die Landspitze Kudrimalai in den Indischen Ozean. Der Überlieferung nach ging hier im Jahre 543 v. Chr. der aus Nordindien stammende Vijaya, der erste König Sri Lankas, an Land. Auf der Landspitze wurden zahlreiche Keramikscherben und Ziegelsteine gefunden, so dass nicht auszuschließen ist, dass sich hier früher ein Hafenort befand. Wegen des rötlichen Sandes hat die Gegend auch den Namen „Tambapanni (kupferfarbener Sand)“.
An der südlichen Einfahrt in den Wilpattu National Park dehnt sich das rund 4 ha große Gräberfeld Pomparippu aus, wo zahlreiche Urnen und Grabbeigaben gefunden wurden, wobei das Alter der Anlage und die Herkunft der Bestatteten bis jetzt nicht eindeutig geklärt werden konnten.
Ein bedeutender hinduistischer Wallfahrtsort ist der Hindutempel Munnesvaram Kovil östlich von Chilaw, der 1578 von den Portugiesen zerstört und 1753 wieder aufgebaut wurde und möglicherweise der älteste Hindutempel Sri Lankas ist. Er wird auch von Pilgern aus dem benachbarten Indien viel besucht.

## Verkehr
Wichtigste Verkehrsader des Distrikts ist die gut ausgebaute und stark befahrene Landstraße A3 von Colombo nach Puttalam. Durch den Distrikt verläuft die 1926 fertiggestellte, 133 km lange  Eisenbahnlinie Puttalam Line mit 42 Stationen, die in Ragama nördlich von Colombo von der Haupteisenbahnlinie Sri Lankas abzweigt und ab Negombo hauptsächlich dem Gütertransport dient.  Für den Personentransport ist sie auf dem Streckenabschnitt nördlich von Negombo von untergeordneter Bedeutung, da ab Negombo auf ihr nur relativ wenige Personenzüge verkehren.

## Lokalverwaltung
Der Vorsteher des Distrikts trägt den Titel District Secretary. Der Distrikt ist weiter in sechzehn Divisionen (unter einem Division Secretary) unterteilt. Die Städte und größeren Orte haben eine eigene Verwaltung (Gemeindeparlament oder Gemeinderat). Es gibt 548 Dorfverwaltungen (Grama Niladharis) für die 1.273 Dörfer im gesamten Distrikt.
| Name               | Hauptort           | Einwohner 2012 | Fläche in km² | Dichte | GN  | Dörfer |
| ------------------ | ------------------ | -------------- | ------------- | ------ | --- | ------ |
| Anamaduwa          | Anamaduwa          | 38.286         | 238           | 161    | 35  | 129    |
| Arachchikattuwa    | Arachchikattuwa    | 40.999         | 154           | 266    | 33  | 102    |
| Chilaw             | Pitipana           | 62.515         | 98            | 638    | 49  | 98     |
| Dankotuwa          | Dankotuwa          | 62.399         | 78            | 800    | 47  | 81     |
| Kalpitiya          | Pudukudirippu      | 86.405         | 167           | 517    | 31  | 86     |
| Karuwalagaswewa    | Karuwalagaswewa    | 23.440         | 502           | 47     | 26  | 67     |
| Madampe            | Uraliyagara        | 47.920         | 84            | 570    | 49  | 98     |
| Mahakumbukkadawala | Mahakumbukkadawala | 18.633         | 173           | 108    | 25  | 70     |
| Mahawewa           | Ihala Mahawewa     | 51.078         | 73            | 700    | 47  | 69     |
| Mundalama          | Mundalama          | 61.638         | 221           | 279    | 31  | 117    |
| Nattandiya         | Wirahena           | 62.145         | 72            | 863    | 47  | 75     |
| Nawagattegama      | Kirimatiyawa       | 14.483         | 163           | 89     | 19  | 75     |
| Pallama            | Nandimithrapura    | 24.441         | 119           | 205    | 18  | 63     |
| Puttalam           | Puttalam           | 82.443         | 175           | 471    | 22  | 50     |
| Vanathavilluwa     | Vanathavilluwa     | 17.460         | 716           | 24     | 17  | 37     |
| Wennappuwa         | Ulhitiyawa         | 68.111         | 39            | 1.746  | 52  | 56     |
| Distrikt Puttalam  | Puttalam           | 762.396        | 2882          | 265    | 548 | 1.273  |

## Geschichte
Im Jahre 1958 wurde der größere Distrikt Chilaw (1953: 170'100 Einwohner) in den kleineren Distrikt Puttalam (1953: 58'800 Einwohner) eingegliedert.